# Дружбівська селищна рада (Теребовлянський район)
Дру́жбівська се́лищна ра́да — адміністративно-територіальна одиниця та орган місцевого самоврядування в Теребовлянському районі Тернопільської області. Адміністративний центр — селище міського типу Дружба.

## Загальні відомості
- Дружбівська селищна рада утворена 24 грудня 1986 року.
- Територія ради: 1,991 км²
- Населення ради: 1 813 особи (станом на 1 січня 2011 року)

## Населені пункти
Селищній раді підпорядковані населені пункти:
- смт Дружба

## Склад ради
Рада складається з 16 депутатів та голови.
- Голова ради: Слободян Іван Васильович
- Секретар ради: Щурко Марія Петрівна

### Керівний склад попередніх скликань
| Прізвище, ім'я, по батькові | Основні відомості                                                | Дата обрання | Дата звільнення |
| --------------------------- | ---------------------------------------------------------------- | ------------ | --------------- |
| Ваньо Володимир Іванович    | Селищний голова, 1943 року народження, безпартійний              | 26.03.2006   | 31.10.2010      |
| Слободян Іван Васильович    | Селищний голова, 1957 року народження, освіта вища, безпартійний | 31.10.2010   |                 |

Примітка: таблиця складена за даними сайту Верховної Ради України

### Депутати
За результатами місцевих виборів 2010 року депутатами ради стали:

#### За суб'єктами висування
| Суб'єкт висування                                       | Кількість обраних депутатів | %    |
| ------------------------------------------------------- | --------------------------- | ---- |
| Самовисування                                           | 14                          | 93,3 |
| Політична партія Всеукраїнське об'єднання «Батьківщина» | 1                           | 6,7  |

#### За округами
| № округу                                                | Прізвище, ім'я, по батькові       | Дата визнання обраним | Освіта             | Партійна приналежність                        | Відомості про обраного депутата                     |
| ------------------------------------------------------- | --------------------------------- | --------------------- | ------------------ | --------------------------------------------- | --------------------------------------------------- |
| Політична партія Всеукраїнське об'єднання «Батьківщина» |                                   |                       |                    |                                               |                                                     |
| 9                                                       | Федорук Микола Тимофійович        | 01.11.2010            | вища               | член Всеукраїнського об'єднання «Батьківщина» | тимчасово не працює                                 |
| Самовисування                                           |                                   |                       |                    |                                               |                                                     |
| 1                                                       | Об'єщик Андрій Миколайович        | 01.11.2010            | вища               | позапартійний                                 | тимчасово не працює                                 |
| 2                                                       | Крижанівська Оксана Володимирівна | 01.11.2010            | вища               | позапартійна                                  | ТОВ «Колепр», директор                              |
| 3                                                       | Гарбуз Андрій Миронович           | 01.11.2010            | середня            | позапартійний                                 | приватний підприємець                               |
| 4                                                       | Юрків Ярослав Орестович           | 01.11.2010            | середня спеціальна | позапартійний                                 | тимчасово не працює                                 |
| 5                                                       | Кучер Надія Іванівна              | 01.11.2010            | середня спеціальна | позапартійна                                  | тимчасово не працює                                 |
| 6                                                       | Ясінська Марія Михайлівна         | 01.11.2010            | середня спеціальна | позапартійна                                  | Дружбівська загальноосвітня школа                   |
| 7                                                       | Стечишин Орислава Іванівна        | 01.11.2010            | вища               | позапартійна                                  | Дружбівська загальноосвітня школа                   |
| 8                                                       | Максим'як Михайло Григорович      | 01.11.2010            | вища               | позапартійний                                 | пенсіонер                                           |
| 10                                                      | Биковський Віталій Павлович       | 01.11.2010            | вища               | позапартійний                                 | ПП «Будівельний затишок», директор                  |
| 11                                                      | Ліпніцька Марія Остапівна         | 01.11.2010            | вища               | позапартійна                                  | Теребовлянське вище училище культури, викладач      |
| 12                                                      | Чекенда Марія Євгенівна           | 01.11.2010            | вища               | позапартійна                                  | Дружбівська загальноосвітня школа, вчитель          |
| 13                                                      | Щурко Марія Петрівна              | 01.11.2010            | вища               | позапартійна                                  | Дружбівська сільська рада, начальник воєнного стану |
| 14                                                      | Возняк Любов Євгенівна            | 01.11.2010            | середня спеціальна | позапартійна                                  | Дружбівська сільська рада, секретар                 |
| 15                                                      | Баціц Ірина Євгенівна             | 01.11.2010            | вища               | позапартійна                                  | Теребовлянськийцентр зайнятості, начальник відділу  |